# 1600年—1699年條約列表
以下是1600年－1699年國際上的條約、歷史協議、和約、敕令、公約等等的年表：
| 年份   | 名稱                       | 概要                                                                                            |
| ------ | -------------------------- | ----------------------------------------------------------------------------------------------- |
| 1601年 | 1601年里昂條約             | 亨利四世獲得Bugey、Valromey、Gex及Bresse。                                                      |
| 1604年 | 1604年倫敦和約             | 結束了英格蘭與西班牙的戰鬥。                                                                    |
| 1606年 | Peace of Žitava            | 結束了奥斯曼帝國與哈布斯堡王朝的Long War。                                                      |
| 1606年 | 1606年維也納條約           | 恢復在外西凡尼亞及Royal Hungary的匈牙利人所有的憲法與宗教權利／特權。                           |
| 1608年 | Treaty of Lieben           | 魯道夫二世交出多瑙河附近的匈牙利、奧地利領土及摩拉維亞給弟弟馬蒂亞斯。                          |
| 1609年 | 1609年安特衛普協議         | 西班牙與荷蘭同意了長達12年的休戰協定。                                                          |
| 1610年 | Treaty of Brussol          | 建立卡洛·埃曼努埃萊一世與法王亨利四世的軍事聯盟以對付意大利的西班牙人。                         |
| 1613年 | Treaty of Knäred           | 結束了丹麥與瑞典的卡爾馬戰爭。                                                                  |
| 1613年 | Two Row Wampum Treaty      | 易洛魁聯盟與荷蘭政府代表簽訂。                                                                  |
| 1614年 | Treaty of Xanten           | 結束了居利希─克里夫戰爭（Jülich-Cleves War）。                                                  |
| 1615年 | Peace of Asti              | 薩伏依的卡洛·埃曼努埃萊一世交出蒙特弗蘭多（Monferrato）的所有權。                               |
| 1615年 | Peace of Tyrnau            | 承認拜特伦·加波尔（Gábor Bethlen）為外西凡尼亞親王。                                            |
| 1616年 | Treaty of Loudun           | 結束了瑪麗·德·美第奇王后與第三任孔代親王亨利二世·德·波旁所率領的眾法蘭西親王間的戰鬥。          |
| 1617年 | Treaty of Pavia            | 薩伏依將蒙特弗蘭多（Monferrato）割讓給曼切華。                                                  |
| 1617年 | 斯托尔博沃和约             | 結束了瑞典與沙皇俄国的英格里亞戰爭。                                                            |
| 1618年 | Truce of Deulino           | 結束了Polish-Muscovite War (1605–1618)；1632年終止。                                            |
| 1619年 | 安古蘭條約                 | 結束了法蘭西瑪麗·德·美第奇王后與兒子路易十三雙方支持者間的內戰。                                |
| 1619年 | 1619年慕尼黑協議           | 巴伐利亞公爵馬克西米利安一世准許斐迪南二世以他的軍隊換取普法爾茨屬地。                          |
| 1620年 | 1620年烏爾姆條約           | The 新教聯盟停止了對腓特烈五世的支持。                                                          |
| 1621年 | Peace of Nikolsburg        | 結束了川西凡尼亞親王Gabriel Bethlen與神聖羅馬帝國皇帝斐迪南二世的戰爭。                         |
| 1621年 | 1621年馬德里條約           | 將Valtelline交還給Grisons並給予新教徒在地區上的宗教自由。                                       |
| 1622年 | 蒙彼利埃條約               | 法王路易十三和Duke Henry II of Rohan的條約；確定了南特敕令。                                    |
| 1623年 | 1623年巴黎協議             | 法蘭西、薩伏依和威尼斯同意要西班牙勢力撤出Valtelline。                                          |
| 1625年 | 1625年海牙條約             | 英格蘭和荷蘭同意在三十年戰爭期間經濟上支持基士揚四世。                                          |
| 1626年 | 普雷斯堡和約               | 結束了反哈布斯堡王朝的叛亂。                                                                    |
| 1626年 | Treaty of Monzón           | 法蘭西與西班牙平分他們對Valtelline的控制權。                                                    |
| 1628年 | 1628年慕尼黑協議           | 承認馬克西米利安一世為選帝侯；給予馬克西米利安一世上普法爾茨及萊茵河右岸三十年的控制權。        |
| 1629年 | 歸還敕令                   | 斐迪南二世企圖進一步鞏固奧格斯堡和約的領土及宗教決議。                                          |
| 1629年 | 呂貝克協議                 | 丹麥退出了三十年戰爭。                                                                          |
| 1629年 | 阿爾特馬克休戰協定         | 結束了瑞典與波蘭立陶宛聯邦的戰鬥。                                                              |
| 1629年 | Peace of Alais             | 雨格諾信徒與路易十三的和約；確認了南特敕令的基本原則，並附加了一些條款。                        |
| 1630年 | 雷根斯堡和約               | 暫時停止了曼托瓦及蒙費拉托爵位繼承戰爭。                                                        |
| 1631年 | Treaty of Barwald          | 法蘭西與瑞典建立聯盟對付德國。                                                                  |
| 1631年 | 凱拉斯科條約               | 結束了曼托瓦及蒙費拉托爵位繼承戰爭。                                                            |
| 1631年 | 慕尼黑協議                 | 法蘭西與巴伐利亞建立"天主教"秘密聯盟。                                                          |
| 1632年 | 1632年聖日耳曼昂萊條約     | 英格蘭交回新法蘭西（魁北克）給法國。                                                            |
| 1634年 | Treaty of Polyanovka       | 結束了波蘭與莫斯科大公的斯摩棱斯克戰爭。                                                        |
| 1635年 | 1635年布拉格和約           | 神聖羅馬帝國國王斐迪南二世與神聖羅馬帝國大部份的新教徒國土。                                    |
| 1635年 | Treaty of Sztumska Wieś    | 瑞典帝國給予波蘭立陶宛聯邦領土。                                                                |
| 1636年 | 維斯馬協議                 | 建立瑞典與法蘭西聯盟對付哈布斯堡。                                                              |
| 1638年 | 1638年漢堡條約             | 確認維斯馬協議；法蘭西支付瑞典一百萬里弗爾。                                                    |
| 1638年 | 哈特福條約                 | 割讓印第安皮科特（Pequot）土地給康乃狄克河市鎮及宣布皮科特的定居及說皮科特語為不合法。          |
| 1639年 | 1639年柏維克條約           | 結束了查理一世與蘇格蘭人的第一次主教戰爭。                                                      |
| 1639年 | Treaty of Zuhab            | 結束了波斯與鄂圖曼帝國的戰爭。                                                                  |
| 1639年 | Treaty of Asurar Ali       | 建立莫臥兒帝國與阿含王朝（Ahom kingdom）的國界。                                                |
| 1640年 | Treaty of Ripon            | 查理一世積蘇格蘭人在第二次主教戰爭之後所簽。                                                    |
| 1643年 | 莊嚴盟約                   | 蘇格蘭誓约派與英國國會支持者領袖的協議。                                                        |
| 1645年 | Treaty of Brömsebro        | 結束了瑞典與丹麥－挪威的托爾斯滕松戰爭（Torstenson War）。                                      |
| 1647年 | 1647年烏爾姆休戰協定       | 強逼馬克西米利安一世宣佈中止與斐迪南二世的聯盟。                                                |
| 1648年 | 威斯特伐利亞和約           | 結束了三十年戰爭及八十年戰爭，並建立今天所沿用的國家主權的原則。                                |
| 1648年 | Treaty of Concordia        | 法蘭西和荷蘭瓜分了聖馬丁島。                                                                    |
| 1649年 | Peace of Rueil             | 結束了the opening episodes of the Fronde，France's civil war.                                   |
| 1649年 | 茲博羅夫條約               | 置烏克蘭三省於哥薩克之下。                                                                      |
| 1650年 | 布列達條約                 | 英國內戰期間查理二世與蘇格蘭誓约派簽訂。                                                        |
| 1650年 | 哈特福協議                 | 建立新阿姆斯特丹與康乃狄克州英國開拓者的邊界。                                                  |
| 1651年 | 白教堂條約                 | 波蘭立陶宛聯邦與烏克蘭哥薩克在Berestechko戰役後的和約。                                         |
| 1654年 | 佩列亞斯拉夫協定           | 莫斯科大公與哥薩克簽訂。                                                                        |
| 1654年 | 西敏條約                   | 結束了第一次英荷戰爭。                                                                          |
| 1656年 | 1656年哥尼斯堡條約         | 卡爾十世與勃蘭登堡選帝侯Frederick William建立聯盟對付波蘭]。                                    |
| 1656年 | Treaty of Labiau           | 勃蘭登堡的選帝侯卡爾十世與瑞典國王 Charles X Gustav簽訂。                                       |
| 1656年 | Treaty of Butre            | 西非黃金海岸Ahanta與States General及荷蘭西印度公司簽訂，使Butre和Upper Ahanta成為荷蘭的保護國。 |
| 1657年 | 比得哥什條約               | 波蘭國王約翰二世 (波蘭)與勃蘭登堡－普魯士的MargraveFrederick William簽訂。                      |
| 1657年 | 1657年巴黎協議             | 英格蘭與法蘭西建立軍事聯盟對付西班牙。                                                          |
| 1657年 | Treaty of Raalte           | Willem II不再是上艾瑟爾省的總督。                                                               |
| 1657年 | 韋勞條約                   | 在The Deluge (Polish history)期間波蘭與勃蘭登堡－普魯士簽定。                                   |
| 1658年 | Treaty of Hadiach          | 波蘭與哥薩克斯簽訂。                                                                            |
| 1658年 | Treaty of Taastrup         | 瑞典國王卡爾十世與丹麥國王弗雷德里克三世在羅斯基勒條約之前的一個初步協議。                      |
| 1658年 | 羅斯基勒條約               | 丹麥－挪威割讓領土予瑞典。                                                                      |
| 1659年 | 庇里牛斯和約               | 結束了法蘭西與西班牙的戰爭。                                                                    |
| 1660年 | 哥本哈根和約               | 特隆赫姆歸還挪威及博恩霍爾姆島歸還丹麥。                                                        |
| 1660年 | 歐里亞條約                 | 結束了瑞典與波蘭戰爭行動。                                                                      |
| 1661年 | Treaty of Cardis           | 結束了瑞典和俄羅斯從1656年開始的戰爭。                                                          |
| 1661年 | 海牙條約                   | 荷蘭帝國承認葡萄牙在巴西Recife的帝國統治權。                                                    |
| 1662年 | 蒙馬特協議                 | Duke Charles IV將Duchy of Lorraine的爵位給予路易十四。                                          |
| 1663年 | Treaty of Ghilajharighat   | 阿宏王國與莫臥兒帝國簽訂。                                                                      |
| 1664年 | 瓦斯瓦和約                 | 奧地利哈布斯堡王朝與鄂圖曼帝國在聖哥達戰役之後簽訂；維持至1683年。                              |
| 1665年 | 1665年布倫特爾條約         | Rajput Jai Singh與Shivaji Maharaj簽訂。                                                         |
| 1667年 | 布雷達條約                 | 結束了第二次英荷戰爭。                                                                          |
| 1667年 | 安德魯索沃停戰協定         | 結束了莫斯科大公與波蘭立陶宛聯邦的戰爭。                                                        |
| 1668年 | 1668年三國同盟             | 英格蘭、荷蘭與瑞典聯盟。                                                                        |
| 1668年 | 1668年亞琛協議             | 結束了路易十四與西班牙哈布斯堡王朝的權力轉移戰爭。                                              |
| 1668年 | Treaty of Bongaja          | Tidore蘇丹Saif-ud-Din承認荷蘭東印度公司在印尼領土的勢力。                                       |
| 1668年 | 1668年里斯本協議           | Portuguese Restoration War之後，西班牙承認葡萄牙統治權；葡萄牙將休達割讓給西班牙。              |
| 1670年 | 多佛爾秘密協議             | 法蘭西幫助英格蘭重返羅馬天主教會及英格蘭軍事援助法蘭西對抗荷蘭共和國。                          |
| 1670年 | 1670年馬德里協議           | 英格蘭與西班牙簽訂。                                                                            |
| 1672年 | Treaty of Buczacz          | 波蘭立陶宛聯邦與鄂圖曼帝國簽訂。                                                                |
| 1674年 | 西敏條約                   | 結束了第三次英荷戰爭。                                                                          |
| 1675年 | 斯特拉斯堡協定             | 第一條禁止使用化學武器（即有毒子彈）的國際協議；由法蘭西與神聖羅馬帝國所簽。                    |
| 1677年 | 1677年條約                 | 維吉尼亞州美洲土著發誓效忠大英帝國。                                                            |
| 1678年 | 奈梅亨條約                 | 結束了法荷戰爭。                                                                                |
| 1678年 | Treaty of Casco            | 結束了美洲土著與Massachusetts Bay Colony英國殖民者的戰爭。                                      |
| 1681年 | Treaty of Bakhchisarai     | 結束了1676－1681年俄土戰爭；建立了以第聶伯河分隔鄂圖曼帝國與俄羅斯領土的20年休戰協定。          |
| 1686年 | Eternal Peace Treaty       | 結束了俄羅斯大公與波蘭的戰爭。                                                                  |
| 1689年 | 尼布楚條約                 | 結束了俄羅斯帝國與清朝的戰爭。                                                                  |
| 1691年 | 利默里克條約               | 結束了威廉王之戰。                                                                              |
| 1697年 | 雷斯威克條約               | 結束了大同盟戰爭。                                                                              |
| 1698年 | 1698年海牙條約             | 意圖解決該誰來繼承西班牙王位的爭議。                                                            |
| 1699年 | 卡奴維茨條約               | 結束了奧地利與鄂圖曼帝國的戰爭。                                                                |
| 1699年 | Treaty of Preobrazhenskoye | 丹麥、俄羅斯、薩克森與波蘭立陶宛聯邦瓜分了瑞典領土。                                            |

## 參閱條目
- 13世紀以前條約列表
- 1300年－1499年條約列表
- 1500年－1599年條約列表
- 1700年－1799年條約列表
- 1800年－1899年條約列表
- 1900年－1999年條約列表
- 條約列表
- 戰爭列表